# Правилата на играта (филм, 1939)
Вижте пояснителната страница за други значения на Правилата на играта.
„Правилата на играта“ (на френски: La Règle du jeu) е френски трагикомичен филм от 1939 година на режисьора Жан Реноар по негов сценарий в съавторство с Карл Кох. Главните роли се изпълняват от Нора Грегор, Полет Дюбо, Марсел Далио, Ролан Тутен, Жан Реноар. Филмът използва сложни кинематографични техники и продукцията му далеч надхвърля планирания бюджет, но първоначално няма успех сред публиката и критиците и дори е забраняван от властите. Едва през 1950-те години започва да бъде сочен за едно от големите постижения на Жан Реноар.

## Сюжет
Филмът е комедия на нравите, описващ живота на френското висше общество в навечерието на Втората световна война.

## В ролите
| Изпълнител   | Роля                          |
| ------------ | ----------------------------- |
| Нора Грегор  | Кристин де ла Шене            |
| Полет Дюбо   | Лизет, прислужницата          |
| Марсел Далио | Робер де ла Шене              |
| Ролан Тутен  | Андре Жюрие                   |
| Жан Реноар   | Октав                         |
| Мила Парели  | Женевиев де Мара              |
| Ан Майен     | Жаки, племенницата на Кристин |